# Arachnopsis filipes
Arachnopsis filipes är en kräftdjursart som beskrevs av William Stimpson 1871. Arachnopsis filipes ingår i släktet Arachnopsis och familjen Inachoididae. Inga underarter finns listade i Catalogue of Life.